# LOL (^^,)
LOL <(^^,)> és l'àlbum debut del productor de dance suec Basshunter. L'àlbum fou llançat l'1 de setembre de 2006 per Warner Music i Ultra Records. El 22 de desembre de 2006 es va llençar una edició de Nadal/Internacional amb les mateixes cançons de l'àlbum original suec, però amb noms traduïts a l'anglès, en un ordre de les pistes lleugerament diferent, i amb bonus tracks, incloent el mai abans publicat "Jingle Bells". La cançó "Sverige" s'ha omès en l'edició internacional. "DotA" és la segona versió de la cançó.

## Llista de cançons

### Àlbum original
1. "Vi sitter i Ventrilo och spelar DotA"– 3:21 (Radio Edit)
2. "Boten Anna" (Radio Edit) – 3:28
3. "Strand Tylösand" – 3:17
4. "Sverige" – 2:58
5. "Hallå där" – 2:38
6. "Mellan oss två" – 3:57
7. "Var är jag" – 4:00
8. "Utan stjärnorna" – 3:50
9. "Festfolk" [2006 Remix] – 4:00
10. "Vifta med händerna" (Basshunter Remix) (Patrik och Lillen) – 3:10
11. "Professional Party People" – 3:09
12. "I'm Your Basscreator" – 5:24
13. "Boten Anna" (Instrumental) – 3:20
14. "Vi sitter i Ventrilo och spelar DotA" (Extended Version) – 7:45

### Versió de la coberta vermella
1. "Now You're Gone" (Radio Edit) Digital Bonus Track – 2:39
2. "DotA" (Radio Edit) – 3:21
3. "Boten Anna" – 3:28
4. "I'm Your Bass Creator" – 5:24
5. "Russia Privjet" – 4:07
6. "Professional Party People" – 3:09
7. "GPS" – 4:00
8. "Hello There" – 2:40
9. "We Are the Waccos" – 3:58
10. "The Beat" – 3:35
11. "Without Stars" – 3:50
12. "Throw Your Hands Up" (Basshunter Remix) (Patrik and the Small Guy) – 3:10
13. "Strand Tylösand" – 3:17
14. "Between the Two of Us" – 3:58
15. "Boten Anna" (Instrumental) – 3:20
16. "DotA" (Club Mix) – 5:44
17. "Jingle Bells (Bass)" – 2:46
18. "Beer in the Bar" Digital Bonus Track – 3:51

## Llistes
| Llista (2006)                          | Posició més alta |
| -------------------------------------- | ---------------- |
| Dinamarca Top 40                       | 3                |
| Finlàndia Top 40                       | 4                |
| Suècia Top 60                          | 5                |
| Àustria Top 75                         | 12               |
| Noruega Top 40                         | 19               |
| US Dance/Electronic Albums (Billboard) | 24               |
| França Top 200                         | 51               |
| Països Baixos Top 100                  | 66               |

| Llista (2006)            | Posició |
| ------------------------ | ------- |
| Dinamarca (IFPI Denmark) | 26      |

## Certificacions
| País      | Certificació | Vendes |
| --------- | ------------ | ------ |
| Dinamarca | 2× Platí     | 40 000 |
| Finlàndia | Platí        | 33 365 |